# Claude-André-Benoît Reynaud
Pour les articles homonymes, voir Reynaud.
Claude André Benoît Reynaud de Bonnassous, dit Solon Reynaud est un homme politique français né le 17 avril 1749 au Puy-en-Velay (Haute-Loire) et mort le 10 décembre 1815 au château de Bonnassous à Taulhac (Haute-Loire). Il fut un ardent partisan de la « déchristianisation ».

## La Révolution

### Mandat à la Législative
La France devient une monarchie constitutionnelle en application de la constitution du 3 septembre 1791. Le même mois, Claude Reynaud, alors maire du Puy-en-Velay, est élu député du département de la Haute-Loire, le troisième sur six, à l'Assemblée nationale législative.
Il siège sur les bancs de la gauche. En avril 1792, il vote pour que les soldats du régiment de Châteauvieux, qui s'étaient mutinés lors de l'affaire de Nancy, soient admis aux honneurs de la séance. En août, il vote en faveur de la mise en accusation du marquis de La Fayette. 
La monarchie prend fin à l'issue de la journée du 10 août 1792 : les bataillons de fédérés bretons et marseillais et les insurgés des faubourgs de Paris. Louis XVI est suspendu et incarcéré, avec sa famille, à la tour du Temple.

### Mandat à la Convention
En septembre 1792, Claude Reynaud est réélu député du département de la Haute-Loire, le premier sur sept, à la Convention nationale. 

Il siège sur les bancs de la Montagne. Lors du procès de Louis XVI, il vote la mort, et rejette l'appel au peuple et le sursis à l'exécution de la peine. Le 13 avril 1793, il vote contre la mise en accusation de Jean-Paul Marat, et attaque son collègue Joseph Bonet de Treyche (député de Haute-Loire), qui vote en faveur de l'accusation :
Après l'opinion de Bonet que je dédaigne d'appeler mon collègue, j'ai dénoncé à la Convention qu'il avait écrit deux lettres à l'époque du jugement de Louis Capet, aux corps administratifs du département de Haute-Loire, d'envoyer la force départementale contre les députés de la Montagne [...]. Aujourd'hui, Marat, défenseur chaud et ami dévoué du peuple est accusé ; [...] je dis non.
Le 28 mai, il vote contre le rétablissement de la Commission des Douze. 

#### Le représentant en mission
Le 23 août 1793, Claude Reynaud est envoyé en mission dans les départements de la Haute-Loire et de la Lozère afin d'y accélérer la levée en masse. Au cours de sa mission, il prend des mesures concernant les subsistances et se montre actif dans la répression des prêtres réfractaires et dans la déchristianisation : il reconvertit la cathédrale du Puy-en-Velay en temple de la raison et prononce un discours hostile au clergé. Il signe sa correspondance, avec le Comité de Salut public, « Solon » Reynaud. Il est rappelé par le Comité à Paris le 24 et le 30 germinal an II (le 13 et le 19 avril 1794). 
Le 8 brumaire an III (le 29 octobre 1794), il est élu membre de la Commission des Vingt-et-Un chargée d'examiner la conduite de Jean-Baptiste Carrier (député du Cantal), accusé d'avoir provoqué les fusillades et les noyades de Nantes. 

#### La Convention Thermidorienne et le Directoire
Reynaud est mis en accusation le 1er octobre 1794 par Lanthenas et Lemoyne avec un rapport intitulé « Tyrannie de Robespierre dans le Département de la Haute-Loire ». Avec ce changement de politique dans le département, des individus suspectés de contre-révolution sont libérés. Il est dénoncé comme Balthazar Faure par Joseph Nicolas Pierret. Reynaud répond en accusant Pierret d'avoir favorisé les royalistes et les réfractaires.
Paradoxalement aux attaques dont il fait l'objet pour son rôle de représentant en mission, il fait partie de la Commission des Vingt et un chargée d'enquêter sur le comportement de Carrier à Nantes. En juillet 1795, il appuie la proposition de Jean Guillaume Taillefer d'abolir la peine de mort.
Le 26 novembre 1795, il est nommé commissaire du Directoire exécutif en Haute-Loire

### Premier Empire
Sous le Premier Empire, il ne joue pas de rôle public et devient directeur des contributions directes au Puy-en-Velay, jusqu'en 1814.

## Sources
- « Claude-André-Benoît Reynaud », dans Adolphe Robert et Gaston Cougny, Dictionnaire des parlementaires français, Edgar Bourloton, 1889-1891 [détail de l’édition]
- Julien GUERIN, Solon Reynaud (1749-1815)., Polignac Éditions du Roure, 2007, 120 p  (ISBN 978-2-906278-66-0)
- « La Terreur dans les départements en 1793-1794 -- Lettres, opinions et Mémoires de Conventionnels de la Haute-Loire », Yoshiaki Ômi, p. 49, dans « L’écriture d’une expérience. Histoire & mémoires de Conventionnels », Paris, Société des études robespierristes, 2016.  (ISBN 978-2-908327-93-9)
- Michel Biard, « Julien Guérin, Solon Reynaud (1749-1815) », sur ahrf.revues.org, Annales historiques de la Révolution française, 1er septembre 2007, p. 224–226